# Heródoto
Heródoto de Halicarnaso (en griego antiguo, Ἡρόδοτος [Hēródŏtŏs]; en latín, Herodotus; Halicarnaso, 484 a. C.-Turios, 425 a. C.) fue un historiador y geógrafo griego, tradicionalmente considerado como el padre de la historia en el mundo occidental y el primero en componer un relato razonado y estructurado de las acciones humanas.
Dedicó parte de su vida a efectuar viajes para obtener la información y los materiales que le permitieron escribir una obra de gran valor histórico y literario.
No obstante, recibió severas críticas incluso por parte de sus contemporáneos por incluir en su trabajo anécdotas y digresiones que, aunque proporcionaban informaciones valiosas, poco tenían que ver con el objeto de estudio que se había propuesto: las luchas de los persas contra los griegos.

## Obra

### Historiografía
Se le considera el padre de la historiografía. La primera vez que se le cita de esta forma es en el ciceroniano De legibus (1, 5, 5) por su famosa obra Ἱστορίαι (Historiae, en realidad Historias, también conocida como Historia) literalmente «investigaciones, exploraciones» (de ἵστωρ, v 'saber, conocer') escrita probablemente en Turios, una colonia panhelénica situada en la Magna Grecia. El terminus post quem de la obra se sitúa en el año 430 a. C.
Las Historiae o Nueve libros de historia son consideradas una fuente importante por los historiadores por ser la primera descripción del mundo antiguo a gran escala y una de las primeras en prosa griega. El primer párrafo anuncia:

Ἡροδότου Ἁλικαρνησσέος ἱστορίης ἀπόδεξις ἥδε, ὡς μήτε τὰ γενόμενα ἐξ ἀνθρώπων τῷ χρόνῳ ἐξίτηλα γένηται, μήτε ἔργα μεγάλα τε καὶ θωμαστά, τὰ μὲν Ἕλλησι τὰ δὲ βαρβάροισι ἀποδεχθέντα, ἀκλεᾶ γένηται, τά τε ἄλλα καὶ δι' ἣν αἰτίην ἐπολέμησαν ἀλλήλοισι.
Heródoto de Halicarnaso presenta aquí los resultados de su investigación para que el tiempo no abata el recuerdo de las acciones humanas y que las grandes empresas acometidas, ya sea por los griegos, ya por los bárbaros, no caigan en el olvido. Da también razón del conflicto que enfrentó a estos dos pueblos.
Heródoto, Historiae, I, 1, 0.

El conjunto fue dividido en nueve libros por su editor alejandrino del siglo III o II a. C., uno por cada musa: Clío, Euterpe, Talía, Melpómene, Terpsícore, Erato, Polimnia, Urania y Calíope.
En ellos narra con precisión las guerras médicas entre Grecia y Persia a principios del siglo V a. C., con especial énfasis en aspectos curiosos de los pueblos y personajes de unos y otros, al tiempo que describe la historia, etnografía y geografía de su tiempo.
Para sus obras históricas recurrió a fuentes orales y escritas. Cuando menciona las primeras, casi siempre alude a sus informadores de forma indefinida («según los persas...», «a decir de los griegos...»; «unos dicen... otros, en cambio, sostienen...»). Del carácter parcial y poco fiable de sus fuentes era consciente el propio autor, que escribió:

Me veo en el deber de referir lo que se me cuenta, pero no a creérmelo todo a rajatabla. Esta afirmación es aplicable a la totalidad de mi obra.
Heródoto, Historiae, VII, 152, 3.

Entre las segundas pueden hacerse tres grandes grupos: a) datos obtenidos de los poetas, que conocía bien; b) inscripciones, listas oficiales y administrativas de los distintos Estados y oráculos y, finalmente, c) informaciones de los logógrafos y la literatura de su época.
Entre los poetas cita a Homero, Museo, Bacis, Olén, Aristeas, Arquíloco, Esopo, Solón, Alceo, Safo, Laso, Simónides de Ceos, Frínico, Esquilo, Píndaro y Anacreonte.
Pese a esta inspiración poética de Heródoto, influjo quizás de su tío Paniasis del que asume la idea de un hombre impotente ante una divinidad que castiga sus faltas y su soberbia (hibris), se muestra a menudo crítico con dichas fuentes.
En cuanto al segundo tipo de fuentes, realiza algunas interpretaciones ingenuas de textos escritos en lenguas que desconoce, como los jeroglíficos u otras lenguas, dependiendo del testimonio no siempre fiable de los intérpretes o los personajes consultados. Por otra parte, los oráculos, con frecuencia comentados post eventum, ofrecen problemas de datación importantes.
El tercer tipo de fuentes está representado por los logógrafos, sobre todo Hecateo, y los filósofos presocráticos, algunas de cuyas ideas son citadas directa o indirectamente. En general, se inclina por obras de la literatura jonia. Como Hecateo, se muestra crítico, racionalizador o escéptico con las tradiciones míticas.
Su metodología histórica se apoya en la verosimilitud apelando al sentido común, aplicada al análisis de tradiciones legendarias o controvertidas. Además, utiliza la interpretatio graeca, helenizando costumbres y culturas extrañas de pueblos que no conoce desde dentro. Saca a veces conclusiones erróneas, por ejemplo, de la escasez de leones comparados con otros animales infiere que las leonas paren un solo cachorro y una sola vez en su vida. Es patente, además, su ignorancia en nociones de táctica y estrategia militar.
Este escaso rigor analítico se debe a que estaba aún en los albores del género histórico, pese a lo cual en la Antigüedad se le reconocía como «padre de la historia». Esto se evidencia en sus explicaciones de los acontecimientos humanos, en las cuales no está ausente la voluntad de los dioses.
Su sucesor, Tucídides, será quien excluya todo aspecto religioso y busque una explicación puramente racional, basada en la relación causa-efecto. Analiza los acontecimientos históricos intentando entender las causas o razones (aitiai) que los han causado, con un examen riguroso de las fuentes más allá del mero acopio de todo tipo de tradiciones. Tucídides sustituyó el tratamiento anecdótico y cuasinovelesco del pasado por el análisis metódico del presente.
Mientras Heródoto titula su obra Historíe como fruto y resultado de sus investigaciones personales in situ, Tucídides no llamará así su obra. El primero era heredero de la logografía jonia, escribe en jonio, mientras que el segundo era heredero de los sofistas y la escuela sofística ateniense, escribe en ático.

### Geografía

Reconstrucción del mapa de la Ecúmene de Heródoto, circa

Desde el punto de vista geográfico, Heródoto dejó constancia de una Ecúmene que se extendía desde Sudán a la Europa central y desde la India, en su límite oriental, hasta Iberia en el occidental. Durante el siglo VI a. C. el control que los cartagineses tenían de sus rutas comerciales por el Mediterráneo occidental y el estrecho de Gibraltar le impidió conocer fielmente esta parte del mundo y las costas atlánticas de Europa de primera mano, por lo que muchas de sus observaciones proceden de otras fuentes.

### División de la obra
En la Antigüedad las obras se conservaban en rollos de papiro. El texto de las obras se distribuía en varios rollos, de longitud más o menos similar, y teniendo en cuenta su división por capítulos, pero no coincidía con la separación temática original. La tendencia era armar rollos de 6 o 7 metros, que formasen un cilindro de 5 a 6 cm de diámetro, cómodos para llevar en la mano.
Hay fuertes indicaciones de que originalmente Heródoto ofreció su obra como una colección de veintiocho temas, llamados en griego logoi. Su extensión sería la adecuada para la recitación pública.
La división original sería la siguiente:
- Libro 1
  - Logo 1: historia de Creso (1.1-94)
    - texto: Candaules, su esposa,[7] y Giges de Lidia
    - texto: la historia de Arion

  - Logo 2: surge Ciro el Grande (1.95-140)
  - Logo 3: acontecimientos en Babilonia y Persia (1.141-216)
    - texto: toma de Babilonia

- Libro 2
  - Logo 4: geografía de Egipto (2.1-34)
  - Logo 5: costumbres y animales de Egipto (2.35-99)
    - texto: costumbres egipcias
    - texto: el hipopótamo
    - texto: la momificación

  - Logo 6: historia de Egipto (2100-182)
    - texto: el bajorrelieve de Sesostris

- Libro 3
  - Logo 7: Conquista de Egipto por Cambises (3.1-60)
    - texto: los cráneos de Pelusio
    - texto: la locura de Cambises

  - Logo 8: los golpes de los Magos y de Darío (3.61-119, 126-141, 150-160)
    - texto: lista de satrapías
    - texto: las hormigas extractoras de oro
    - texto: los bordes de la Tierra
    - texto: final de Intafrenes
    - texto: el manto de Siloson
    - texto: la toma de Babilonia

  - Logo 9: acontecimientos en Samos (3.39-60, 120-125, 142-149)

- Libro 4
  - Logo 10: país y costumbres de los Escitas (4.1-82)
    - texto: la circunnavegación de África

  - Logo 11: campaña persa contra los escitas (4.83-144)
  - Logo 12: conquista persa de Libia (4.145-205)
    - texto: los Nasamones (4.172-173)

- Libro 5
  - Logo 13: conquista persa de Tracia (5.1-28)
  - Logo 14: comienzos de la rebelión Jonia; sucesos en Esparta (5.28-55)
    - texto: historia de Dorieo
    - texto: el Camino Real

  - Logo 15: sucesos en Atenas (5.55-96)
  - Logo 16: la Revuelta jónica (5.97-126)

- Libro 6
  - Logo 17: reconquista persa de Jonia (6.1-42)
  - Logo 18: sucesos en Grecia (6.43-93)
    - texto: la historia de Glauco

  - Logo 19: Batalla de Maratón (6.94-140)

- Libro 7
  - Logo 20: preparativos persas (7.1-55)
    - texto: estirpe de Jerjes
    - texto: canal de Jerjes
    - texto: Jerjes en Abidos

  - Logo 21: los persas cruzan a Europa (7.56-137)
  - Logo 22: Batalla de las Termópilas (7.138-239)
    - texto: espías griegos en Sardes
    - texto: Batalla de Hímera
    - texto: topografía de Termópilas
    - texto: Batalla de las Termópilas

- Libro 8
  - Logo 23: batalla naval de Artemisio (8.1-39)
  - Logo 24: batalla naval de Salamina (8.40-96)
  - Logo 25: invierno del 480 (8.97-144)
    - texto: el reino de Macedonia

- Libro 9
  - Logo 26: batalla de Platea (9.1-89)
  - Logo 27: liberación de Jonia (9.90-113)
  - Logo 28: fundación del imperio ateniense (9.114-122)

### Lengua y estilo
Como la Historia es la primera obra griega en prosa que se ha conservado, no es de extrañar que las principales características de su estilo sean la simplicidad y el arcaísmo. Ya Aristóteles definía su manera de escribir como «estilo ordenado o concatenado» (λέξις εἰρομένη). Heródoto era muy concreto escribiendo y rehúye las abstracciones; se fijaba en datos perceptibles. De ahí su lenguaje claro y sencillo que fue motivo de admiración en la Antigüedad. Sin embargo, su estilo supone un grado más alto de elaboración que el de Hecateo, caracterizado por las estructuras acumulativas y coordinadas. Los discursos de los tres últimos libros de Heródoto, aunque no perfila la psicología del orador, se caracterizan por su tensión histórica y las normas retóricas de la época.
Por otra parte, es notable el influjo de la epopeya y los géneros narrativos en su estilo. Longino en su tratado lo sublime le llama ὁμηρικώτατος: «gran imitador de Homero» (13, 3).
Hay reminiscencias épicas en la fraseología, en la repetición casi literal de enunciados, en el empleo de patronímicos, en el uso de convenciones literarias y tópicos, en semejanzas conceptuales como la sustitución de la intensidad por la repetición, en el uso de estructuras como la composición anular inclusiva, aunque la más usada por él es la anafórica, etc.
En cuanto a la lengua, Heródoto compuso su obra en dialecto jónico con algunos aticismos.

### Escritos
1. Los nueve libros de la historia. El prólogo analiza las relaciones antiguas entre Asia menor y Grecia: Io raptada por los fenicios; Europa y Media por los griegos; Helena por los troyanos. Los nueve libros llevan cada uno el nombre de las nueve musas del arte:
  1. Clío: la victoria de Ciro II el Grande sobre el lidio Creso, la conquista de Asiria y del pueblo masageta.
  2. Euterpe: la conquista de Egipto por Cambises II (hijo de Ciro).
  3. Talía: el reinado de Darío I.
  4. Melpómene: el reinado de Darío I.
  5. Terpsícore: la primera guerra médica (la revuelta jónica y digresiones sobre la historia de Esparta y Atenas).
  6. Erato: la primera guerra médica (la reacción de los griegos y la victoria de Maratón).
  7. Polimnia: la segunda guerra médica.
  8. Urania: la segunda guerra médica.
  9. Calíope: la segunda guerra médica.
2. Hechos líbicos (desaparecido).
3. Hechos asirios (desaparecido).

### Esteganografía
Probablemente uno de los ejemplos más antiguos del uso de la esteganografía sea el referido por Heródoto en Las historias.
En este libro, describe cómo un personaje tomó un cuadernillo de dos hojas o tablillas, rayó bien la cera que las cubría y en la madera misma grabó el mensaje y lo volvió a cubrir con cera regular. Otra historia, en el mismo libro, relata cómo otro personaje había rasurado a navaja la cabeza de su esclavo de mayor confianza, le tatuó el mensaje en el cuero cabelludo, esperó después a que le volviera a crecer el cabello y lo mandó al receptor del mensaje, con instrucciones de que le rasuraran la cabeza.

## Eponimia
- El cráter lunar Herodotus lleva este nombre en su memoria.
- El asteroide (3092) Herodotus también fue denominado en su honor.